# Campeonato Asiático de Atletismo de 2015 - Salto em altura masculino
A prova do salto em altura masculino do Campeonato Asiático de Atletismo de 2015 foi disputada no dia 7 de junho de 2015 no Wuhan Stadium em Wuhan, na China. 

## Recordes
Antes desta competição, os recordes mundiais e do campeonato nesta prova eram os seguintes:
|                       | Nome               | Nacionalidade | Altura  | Local     | Data                  |
| --------------------- | ------------------ | ------------- | ------- | --------- | --------------------- |
| Recorde mundial       | Javier Sotomayor   | Cuba          | 2m 45cm | Salamanca | 27 de julho de 1993   |
| Recorde do campeonato | Mutaz Essa Barshim | Catar         | 2m 35cm | Kobe      | 9 de julho de 2011    |
| Recorde asiático      | Mutaz Essa Barshim | Catar         | 2m 43cm | Bruxelas  | 5 de setembro de 2014 |

## Medalhistas
| Ouro              | Prata                   | Bronze                   |
| Takashi Eto (JPN) | Hsiang Chun-Hsien (TPE) | Mutaz Essa Barshim (QAT) |

## Cronograma
Todos os horários são locais (UTC+8)
| Data       | Hora  | Evento |
| ---------- | ----- | ------ |
| 7 de junho | 14:35 | Final  |

## Final
A final da prova ocorreu dia 7 de junho às 14:35. 
| Posição           | Atleta               | Nacionalidade  | 2.00 | 2.05 | 2.10 | 2.15 | 2.20 | 2.24 | 2.28 | Resultados | ! Notas |
| ----------------- | -------------------- | -------------- | ---- | ---- | ---- | ---- | ---- | ---- | ---- | ---------- | ------- |
| Medalha de ouro   | Takashi Eto          | Japão          | –    | –    | o    | o    | xo   | o    | xxx  | 2.24       |         |
| Medalha de prata  | Hsiang Chun-Hsien    | Taipé Chinesa  | –    | –    | o    | o    | xxo  | o    | xxx  | 2.24       |         |
| Medalha de bronze | Mutaz Essa Barshim   | Catar          | –    | –    | o    | o    | o    | xxx  |      | 2.20       |         |
| 4                 | Hiromi Takahari      | Japão          | –    | –    | o    | –    | xo   | xxx  |      | 2.20       |         |
| 5                 | Keivan Ghanbarzadeh  | Irão           | –    | –    | o    | xo   | xo   | xxx  |      | 2.20       |         |
| 6                 | Manjula Kumara       | Sri Lanka      | –    | –    | o    | o    | xxo  | x–   |      | 2.20       |         |
| 7                 | Wang Yu              | China          | –    | o    | o    | xo   | xxx  |      |      | 2.15       |         |
| 8                 | Majd Eddin Ghazal    | Síria          | –    | o    | o    | xxx  |      |      |      | 2.10       |         |
| 8                 | Yu Shisuo            | China          | o    | o    | o    | xxx  |      |      |      | 2.10       |         |
| 10                | Woo Sang-hyeok       | Coreia do Sul  | o    | xo   | o    | xxx  |      |      |      | 2.10       |         |
| 11                | Muamer Aissa Barsham | Catar          | o    | o    | xo   | xxx  |      |      |      | 2.10       |         |
| 11                | Nawaf Ahmed Al-Yami  | Arábia Saudita | o    | o    | xo   | xxx  |      |      |      | 2.10       |         |
| 13                | Lee Hup Wei          | Malásia        | o    | o    | xxx  |      |      |      |      | 2.05       |         |
| 13                | Yeung Hong To        | Hong Kong      | o    | o    | xxx  |      |      |      |      | 2.05       |         |
| 15                | Lui Tsz Hin          | Hong Kong      | o    | xo   | xxx  |      |      |      |      | 2.05       |         |

Legenda
| Recorde mundial       | Recorde mundial (World record)               |                       | Recorde africano                      | Recorde africano (African) |                                           | Q | Classificado por posição (Qualified) |
| Recorde do campeonato | Recorde do campeonato (Championship record)  | Recorde da América    | Recorde da América (Americas)         | q                          | Classificado por melhor tempo (Qualified) |   |                                      |
| Melhor marca do ano   | Melhor marca do ano (World leading)          | Recorde asiático      | Recorde asiático (Asian)              | DNS                        | Não largou (Did not start)                |   |                                      |
| Recorde nacional      | Recorde nacional (National record)           | Recorde europeu       | Recorde europeu (European)            | DNF                        | Não terminou (Did not finish)             |   |                                      |
| Recorde pessoal       | Recorde pessoal do atleta (Personal best)    | Recorde da Oceania    | Recorde da Oceania (Oceania)          | DSQ / DQ                   | Desclassificado (Disqualified)            |   |                                      |
| Recorde da temporada  | Recorde da temporada do atleta (Season best) | Recorde sul-americano | Recorde sul-americano (South America) | NM                         | Sem marca (No mark)                       |   |                                      |